# 柳亭傳枝
柳亭 傳枝（りゅうてい でんし）は、落語の柳派に属する名跡。柳派の落語家が主に二ツ目に昇進する時やその前後で名乗っている。
- 春風亭傳枝 - 当該項目で記述
- 初代柳亭傳枝 - 後∶初代談洲楼燕枝

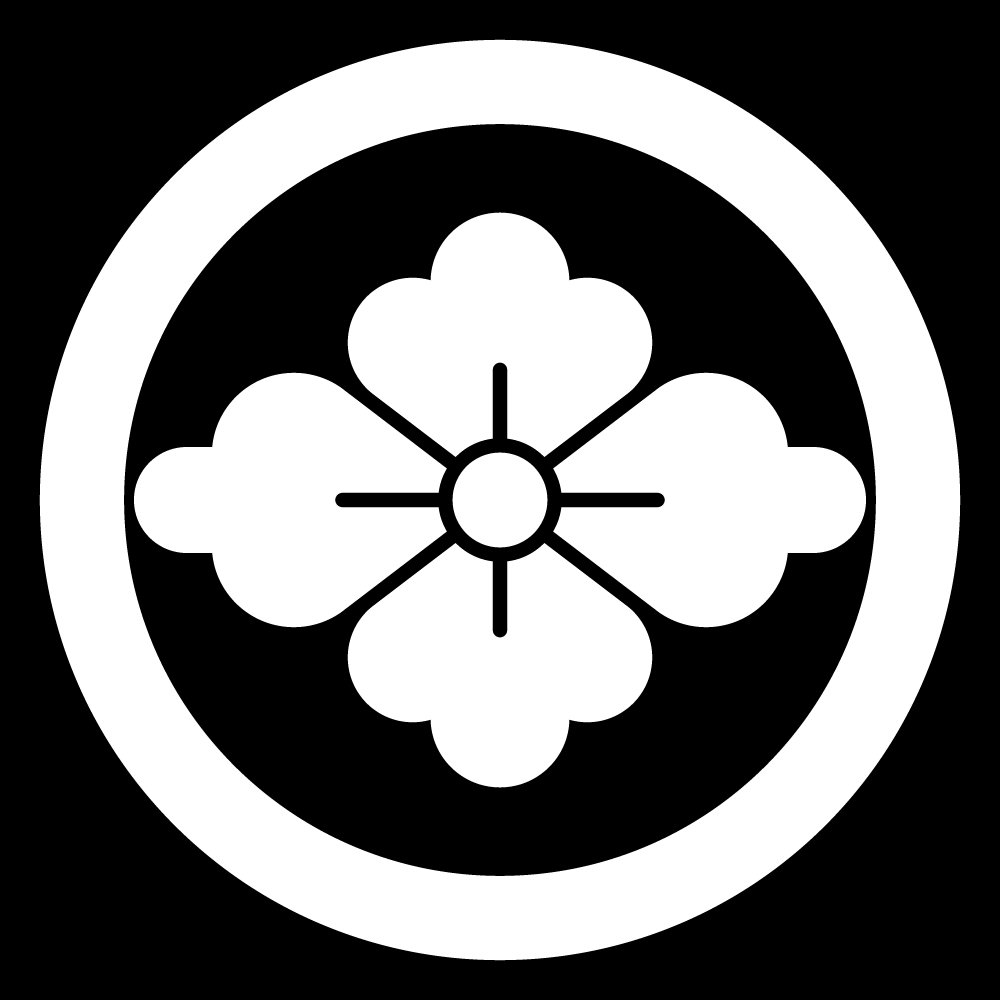
柳派定紋「花菱」

- 2代目柳亭傳枝 - 初代談洲楼燕枝の著「燕之巣立実痴必読」（通称「燕枝日記」）には明治2～3年頃また4～5年の弟子として傳枝（俗称、茂助）あり「早世す」とあるが詳細不明。
- 三代目柳亭傳枝 - 後∶三代目柳亭燕路
- 四代目柳亭傳枝 - 後∶三代目春風亭柳朝
- 五代目柳亭傳枝 - 本項にて記述
- 九代目柳亭傳枝 - 後∶七代目三笑亭可楽

五代目 柳亭 傳枝（りゅうてい でんし）は、落語家。本名∶斉藤 鎌吉。
三代目三升亭小勝の門下でさん勝を名乗る。
その後三代目春風亭柳枝門下から初代談洲楼燕枝門下で傳枝となった。
1880年に「脱走隊」に加わって師匠と背を向き、以後不明。